# کووانا ۵۶۲۹
سیارک ۵۶۲۹ (به انگلیسی: 5629 Kuwana، نامگذاری:1993DA1) پنج هزار و ششصد و بیست و نهمین سیارک کشف شده‌است که در ۲۰ فوریه ۱۹۹۳ کشف شد.
قدر مطلق سیارک برابر ۱۱٫۴۰ است.